# Lammhult
Lammhult is een plaats in de gemeente Växjö in het landschap Småland en de provincie Kronobergs län in Zweden. De plaats heeft 1503 inwoners (2005) en een oppervlakte van 221 hectare.

## Verkeer en vervoer
Bij de plaats loopt de Riksväg 30.
De plaats heeft een station aan de spoorlijn Katrineholm - Malmö.